# Richard Posner
Richard Allen Posner (født 11. januar 1939 i New York City) er en amerikansk dommer for en den føderale appeldomstol for syvende kreds (Engelsk:United States Court of Appeals for the Seventh Circuit). Han er en indflydelsesrig juridisk teoretiker, og en stor fortaler indenfor law and economics-bevægelsen, som han hjalp med at starte mens han stadig var professor ved Chicago Universitet. Han holder i øjeblikket forelæsninger ved universitetet.
Posner er forfatter af næsten 40 bøger om retsvidenskab, jurafilosofi og mange andre emner, deriblandt The Problems of Jurisprudence; Sex and Reason; Overcoming Law; Law, Pragmatism and Democracy; og The Problematics of Moral and Legal Theory.